# Dyskografia Cyndi Lauper

## Albumy studyjne
| Rok  | Tytuł                               | Pozycje na listach | Pozycje na listach | Pozycje na listach | Pozycje na listach | Pozycje na listach | Pozycje na listach | Pozycje na listach | Pozycje na listach | Pozycje na listach | Certyfikaty                                                                      |
| Rok  | Tytuł                               | [ 1 ]              | [ 2 ]              | [ 3 ]              | [ 4 ]              | [ 5 ]              | [ 6 ]              | [ 7 ]              | [ 8 ]              | [ 9 ]              | Certyfikaty                                                                      |
| ---- | ----------------------------------- | ------------------ | ------------------ | ------------------ | ------------------ | ------------------ | ------------------ | ------------------ | ------------------ | ------------------ | -------------------------------------------------------------------------------- |
| 1983 | She’s So Unusual                    | 4                  | 16                 | 23                 | 8                  | 5                  | 14                 | 22                 | 3                  | 3                  | - USA: 6 × platynowa płyta - UK: złota płyta - DE: złota płyta - FR: złota płyta |
| 1986 | True Colors                         | 14                 | 25                 | 20                 | 8                  | 15                 | 13                 | 20                 | 1                  | 3                  | - USA: 2 × platynowa płyta - UK: srebrna płyta - FR: złota płyta                 |
| 1989 | A Night to Remember                 | 37                 | 9                  | 21                 | 18                 | —                  | 15                 | 32                 | 17                 | 11                 | - FR: złota płyta                                                                |
| 1993 | Hat Full of Stars                   | 112                | 56                 | 52                 | 32                 | —                  | 9                  | —                  | —                  | —                  |                                                                                  |
| 1997 | Sisters of Avalon                   | 188                | 59                 | —                  | —                  | 45                 | —                  | —                  | —                  | —                  |                                                                                  |
| 1998 | Merry Christmas... Have a Nice Life | —                  | —                  | —                  | —                  | —                  | —                  | —                  | —                  | —                  |                                                                                  |
| 2003 | At Last                             | 38                 | 124                | —                  | 50                 | —                  | 85                 | —                  | 32                 | —                  |                                                                                  |
| 2004 | Shine                               | —                  | —                  | —                  | —                  | —                  | —                  | —                  | —                  | —                  |                                                                                  |
| 2005 | The Body Acoustic                   | 112                | 55                 | —                  | 86                 | 60                 | 190                | —                  | —                  | —                  |                                                                                  |
| 2008 | Bring Ya to the Brink               | 41                 | 170                | —                  | —                  | 48                 | 129                | —                  | 87                 | —                  |                                                                                  |
| 2010 | Memphis Blues                       | 26                 | 105                | 77                 | —                  | 77                 | 31                 | —                  | —                  | —                  |                                                                                  |
| 2016 | Detour                              | 29                 | 43                 | 64                 | —                  | 55                 | 142                | —                  | 15                 | —                  |                                                                                  |

## Kompilacje
| Rok  | Tytuł                               | Pozycje na listach | Pozycje na listach | Pozycje na listach | Pozycje na listach | Pozycje na listach | Pozycje na listach | Pozycje na listach | Pozycje na listach | Pozycje na listach | Certyfikaty                                                        |
| Rok  | Tytuł                               | [ 1 ]              | [ 2 ]              | [ 14 ]             | [ 5 ]              | [ 4 ]              | [ 6 ]              | [ 7 ]              | [ 8 ]              | [ 9 ]              | Certyfikaty                                                        |
| ---- | ----------------------------------- | ------------------ | ------------------ | ------------------ | ------------------ | ------------------ | ------------------ | ------------------ | ------------------ | ------------------ | ------------------------------------------------------------------ |
| 1989 | The Best Remixes                    | —                  | —                  | —                  | —                  | —                  | —                  | —                  | —                  | —                  |                                                                    |
| 1994 | Twelve Deadly Cyns... And Then Some | 81                 | 2                  | 18                 | 7                  | 18                 | 6                  | —                  | 25                 | 6                  | - USA: złota płyta - UK: 2 × platynowa płyta - FR: platynowa płyta |
| 1996 | Wanna Have Fun                      | —                  | —                  | —                  | —                  | —                  | —                  | —                  | —                  | —                  |                                                                    |
| 2003 | The Essential                       | —                  | —                  | —                  | —                  | —                  | —                  | —                  | —                  | —                  |                                                                    |
| 2003 | The Great Cyndi Lauper              | —                  | —                  | —                  | —                  | —                  | —                  | —                  | —                  | —                  |                                                                    |
| 2005 | Hey Now! (Remixes & Rarities)       | —                  | —                  | —                  | —                  | —                  | —                  | —                  | —                  | —                  |                                                                    |
| 2009 | Floor Remixes                       | —                  | —                  | —                  | —                  | —                  | —                  | —                  | —                  | —                  |                                                                    |

## Single
| Rok  | Tytuł                                                  | Pozycje na listach | Pozycje na listach | Pozycje na listach | Pozycje na listach | Pozycje na listach | Pozycje na listach | Pozycje na listach | Pozycje na listach | Pozycje na listach | Album                               |
| Rok  | Tytuł                                                  | [ 15 ]             | [ 2 ]              | [ 16 ]             | [ 5 ]              | [ 4 ]              | [ 6 ]              | [ 7 ]              | [ 8 ]              | [ 9 ]              | Album                               |
| ---- | ------------------------------------------------------ | ------------------ | ------------------ | ------------------ | ------------------ | ------------------ | ------------------ | ------------------ | ------------------ | ------------------ | ----------------------------------- |
| 1977 | "You Make Loving Fun"                                  | —                  | —                  | —                  | —                  | —                  | —                  | —                  | —                  | —                  | tylko na singlu                     |
| 1983 | "Girls Just Want to Have Fun"                          | 2                  | 2                  | 6                  | 6                  | 3                  | —                  | 5                  | 1                  | 1                  | She’s So Unusual                    |
| 1984 | "Time After Time"                                      | 1                  | 3                  | 6                  | 7                  | 5                  | 9                  | 10                 | 6                  | 3                  | She’s So Unusual                    |
| 1984 | "She Bop"                                              | 3                  | 46                 | 19                 | 10                 | 5                  | 34                 | —                  | 6                  | 6                  | She’s So Unusual                    |
| 1984 | "All Through the Night"                                | 5                  | 64                 | 35                 | 16                 | 5                  | —                  | —                  | 17                 | 19                 | She’s So Unusual                    |
| 1984 | "Money Changes Everything"                             | 27                 | —                  | 54                 | —                  | —                  | —                  | —                  | 19                 | 14                 | She’s So Unusual                    |
| 1984 | "I'll Kiss You"                                        | —                  | —                  | —                  | —                  | —                  | —                  | —                  | —                  | —                  | She’s So Unusual                    |
| 1985 | "When You Were Mine"                                   | —                  | —                  | —                  | —                  | —                  | —                  | —                  | —                  | —                  | She’s So Unusual                    |
| 1985 | "The Goonies 'R' Good Enough"                          | 10                 | —                  | 49                 | —                  | —                  | —                  | —                  | 8                  | 22                 | The Goonies (soundtrack)            |
| 1986 | "True Colors"                                          | 1                  | 12                 | 18                 | 17                 | 12                 | 49                 | —                  | 3                  | 8                  | True Colors                         |
| 1986 | "Change of Heart"                                      | 3                  | 67                 | —                  | —                  | —                  | 8                  | —                  | 15                 | 41                 | True Colors                         |
| 1987 | "What's Going On"                                      | 12                 | 57                 | —                  | —                  | —                  | —                  | —                  | 52                 | 30                 | True Colors                         |
| 1987 | "Boy Blue"                                             | 71                 | —                  | —                  | —                  | —                  | —                  | —                  | —                  | —                  | True Colors                         |
| 1987 | "Maybe He'll Know"                                     | —                  | —                  | —                  | —                  | —                  | —                  | —                  | —                  | —                  | True Colors                         |
| 1988 | "Hole in My Heart (All the Way to China)"              | 54                 | —                  | —                  | 13                 | —                  | —                  | —                  | 8                  | 8                  | Vibes (soundtrack)                  |
| 1989 | "I Drove All Night"                                    | 6                  | 7                  | 19                 | —                  | —                  | 10                 | —                  | 11                 | 10                 | A Night to Remember                 |
| 1989 | "My First Night Without You"                           | 62                 | 53                 | —                  | —                  | —                  | 46                 | —                  | 47                 | —                  | A Night to Remember                 |
| 1989 | "Heading West"                                         | —                  | 68                 | —                  | —                  | —                  | —                  | —                  | —                  | —                  | A Night to Remember                 |
| 1989 | "A Night to Remember"                                  | —                  | —                  | —                  | —                  | —                  | —                  | —                  | 96                 | —                  | A Night to Remember                 |
| 1990 | "Primitive"                                            | —                  | —                  | —                  | —                  | —                  | —                  | —                  | —                  | —                  | A Night to Remember                 |
| 1991 | "Unconditional Love"                                   | —                  | —                  | —                  | —                  | —                  | —                  | —                  | —                  | —                  | A Night to Remember                 |
| 1992 | "The World Is Stone"                                   | —                  | 15                 | 100                | —                  | —                  | 2                  | —                  | —                  | —                  | Tycoon (soundtrack)                 |
| 1993 | "Who Let in the Rain"                                  | —                  | 32                 | —                  | —                  | —                  | —                  | —                  | —                  | 12                 | Hat Full of Stars                   |
| 1993 | "Sally's Pigeons"                                      | —                  | —                  | —                  | —                  | —                  | —                  | —                  | —                  | —                  | Hat Full of Stars                   |
| 1993 | "That’s What I Think"                                  | —                  | 31                 | —                  | —                  | —                  | —                  | —                  | —                  | —                  | Hat Full of Stars                   |
| 1993 | "Hat Full of Stars"                                    | —                  | —                  | —                  | —                  | —                  | —                  | —                  | —                  | —                  | Hat Full of Stars                   |
| 1994 | "Hey Now (Girls Just Want to Have Fun)"                | 87                 | 4                  | 56                 | 37                 | —                  | 3                  | 28                 | 62                 | 4                  | Twelve Deadly Cyns... And Then Some |
| 1994 | "I’m Gonna Be Strong"                                  | —                  | 37                 | —                  | —                  | —                  | —                  | —                  | —                  | —                  | Twelve Deadly Cyns... And Then Some |
| 1995 | "Come on Home"                                         | —                  | 39                 | —                  | —                  | —                  | —                  | —                  | —                  | —                  | Twelve Deadly Cyns... And Then Some |
| 1996 | "You Don't Know"                                       | 111                | 27                 | —                  | —                  | —                  | —                  | —                  | —                  | —                  | Sisters of Avalon                   |
| 1997 | "Sisters of Avalon"                                    | —                  | —                  | —                  | —                  | —                  | —                  | —                  | —                  | —                  | Sisters of Avalon                   |
| 1997 | "Ballad of Cleo and Joe"                               | 125                | —                  | —                  | —                  | —                  | —                  | —                  | —                  | —                  | Sisters of Avalon                   |
| 1998 | "Early Christmas Morning"                              | —                  | —                  | —                  | —                  | —                  | —                  | —                  | —                  | —                  | Merry Christmas... Have a Nice Life |
| 1999 | "Disco Inferno"                                        | —                  | —                  | —                  | —                  | —                  | —                  | —                  | —                  | —                  | A Night at the Roxbury (soundtrack) |
| 2001 | "Shine"                                                | —                  | —                  | —                  | —                  | —                  | —                  | —                  | —                  | —                  | Shine                               |
| 2003 | "Walk on By"                                           | —                  | —                  | —                  | —                  | —                  | —                  | —                  | —                  | —                  | At Last                             |
| 2004 | "Until You Come Back to Me (That’s What I’m Gonna Do)" | —                  | —                  | —                  | —                  | —                  | —                  | —                  | —                  | —                  | At Last                             |
| 2004 | "Stay"                                                 | —                  | —                  | —                  | —                  | —                  | —                  | —                  | —                  | —                  | At Last                             |
| 2005 | "Time After Time" (feat. Sarah McLachlan)              | —                  | —                  | —                  | —                  | —                  | —                  | —                  | —                  | —                  | The Body Acoustic                   |
| 2005 | "Above the Clouds" (feat. Jeff Beck)                   | —                  | —                  | —                  | —                  | —                  | —                  | —                  | —                  | —                  | The Body Acoustic                   |
| 2008 | "Set Your Heart"                                       | —                  | —                  | —                  | —                  | —                  | —                  | —                  | —                  | —                  | Bring Ya to the Brink               |
| 2008 | "Same Ol’ Story"                                       | —                  | —                  | —                  | —                  | —                  | —                  | —                  | —                  | —                  | Bring Ya to the Brink               |
| 2008 | "Into the Nightlife"                                   | —                  | 168                | —                  | —                  | —                  | —                  | —                  | 82                 | —                  | Bring Ya to the Brink               |
| 2008 | "A Christmas Duel" (feat. The Hives)                   | —                  | —                  | —                  | —                  | —                  | —                  | 4                  | —                  | —                  | tylko na singlu                     |
| 2009 | "Girls Just Wanna Set Your Heart"                      | —                  | —                  | —                  | —                  | —                  | —                  | —                  | —                  | —                  | Floor Remixes                       |
| 2010 | "Just Your Fool"                                       | —                  | —                  | —                  | —                  | —                  | —                  | —                  | —                  | —                  | Memphis Blues                       |
| 2010 | "Early in the Mornin'"                                 | —                  | —                  | —                  | —                  | —                  | —                  | —                  | —                  | —                  | Memphis Blues                       |
| 2011 | "Shattered Dreams"                                     | —                  | —                  | —                  | —                  | —                  | —                  | —                  | —                  | —                  | Memphis Blues                       |
| Rok  | Tytuł                                                  | Stany Zjednoczone  | Wielka Brytania    | Niemcy             | Szwajcaria         | Austria            | Francja            | Szwecja            | Australia          | Nowa Zelandia      | Album                               |

## DVD
- 1991: Cyndi Lauper in Paris
- 1995: Twelve Deadly Cyns... And Then Some
- 2004: Live... At Last